# Acropsilus errabundus
Acropsilus errabundus är en tvåvingeart som beskrevs av Lamb 1922. Acropsilus errabundus ingår i släktet Acropsilus och familjen styltflugor.
Artens utbredningsområde är Seychellerna. Inga underarter finns listade i Catalogue of Life.